# Polska na World Games 2009
Polskę na World Games 2009 reprezentowało 24 sportowców.

## Medale

### Złoto
- Jarosław Olech - trójbój siłowy, waga średnia

### Srebro
- Jacek Wiak - trójbój siłowy, waga ciężka

### Brąz
- Jan Wegiera - trójbój siłowy, waga średnia
- Edyta Witkowska-Popecka - sumo, kategoria open

## Kadra

### Trampolina
| Zawodnik                           | Konkurencja          | Eliminacje | Eliminacje | Finał                   | Finał                   |
| Zawodnik                           | Konkurencja          | Wynik      | Miejsce    | Wynik                   | Miejsce                 |
| Tomasz Adamczyk Łukasz Tomaszewski | Skoki synchronicznie | 46.500     | 10         | nie zakwalifikowali się | nie zakwalifikowali się |
| Adrian Bryłka                      | Tumbling             | 32.700     | 7          | 33.500                  | 4                       |

### Kulturystyka
| Zawodnik           | Konkurencja     | Wynik     | Miejsce |
| Mariusz Bałaziński | waga półśrednia | 62 punkty | 4       |

### Ju-Jitsu
| Zawodnik          | Konkurencja           | 1/8 Finału     | Ćwierćfinał        | Półfinał        | Finał              |
| Martyna Bierońska | poniżej 55 kilogramów | nie rozgrywano | Pflefka wygrana    | Reydy przegrana | Kukuzowa przegrana |
| Tomasz Krajewski  | poniżej 77 kilogramów | nie rozgrywano | Nastenko przegrana | Wu przegrana    | nie zakwal. się    |
| Tomasz Szewczyk   | poniżej 94 kilogramów | nie rozgrywano | Kunaszow przegrana | Barać wygrana   | Parisi przegrana   |

### Sporty taneczne
| Zawodnik                          | Konkurencja       | Wynik | Miejsce    |
| Marek Fiksa Kinga Jurecka         | tańce latynoskie  |       | 5. miejsce |
| Anna Miadzielec Jacek Tarczyło    | R'n'R             |       |            |
| Małgorzata Garlicka Wiktor Kiszka | tańce standardowe |       |            |
| Paulina Glazik Marek Kosaty       | tańce standardowe |       |            |

### Spadochroniarstwo
| Zawodnik   | Konkurencja       | Wynik | Miejsce |
| Jacek Klus | celność lądowania | 0.23  | 5       |

### Trójbój siłowy
| Zawodnik       | Konkurencja  | Wynik | Miejsce |
| Jarosław Olech | waga średnia |       |         |
| Jan Wegiera    | waga średnia |       |         |
| Jacek Wiak     | waga ciężka  |       |         |
| Dariusz Wszoła | waga lekka   |       |         |

### Wspinaczka sportowa
| Zawodnik     | Konkurencja            | Eliminacje | Eliminacje | Ćwierćfinał           | Półfinał                | Finał                   |
| Zawodnik     | Konkurencja            | Wynik      | Lp.        | Ćwierćfinał           | Półfinał                | Finał                   |
| Edyta Ropek  | wspinaczka na szybkość | 11.06      | 3          | Morazkina DNF - 13.51 | nie zakwalifikowała się | nie zakwalifikowała się |
| Łukasz Świrk | wspinaczka na szybkość | 7.98       | 5          | Stienkowy 8.28 - 7.76 | nie zakwalifikował się  | nie zakwalifikował się  |

### Sumo
| Zawodnik        | Konkurencja    | 1/8 Finału          | Ćwierćfinał            | Półfinał               | Finał                  |
| Marcin Rozum    | waga średnia   | Heffernan przegrana | nie zakwalifikował się | nie zakwalifikował się | nie zakwalifikował się |
| Marcin Rozum    | kategoria open | Yoshida przegrana   | nie zakwalifikował się | nie zakwalifikował się | nie zakwalifikował się |
| Edyta Witkowska | waga ciężka    | Lee wygrana         | Kejb przegrana         | Kallo przegrana        | nie zakwal. się        |
| Edyta Witkowska | kategoria open | Enkhzaya wygrana    | Ueta przegrana         | Hardeveld wygrana      | Ueta wygrana           |

- Żółtym kolorem zaznaczone walki w turnieju repesażowym